# Dentisterie CAD/CAM

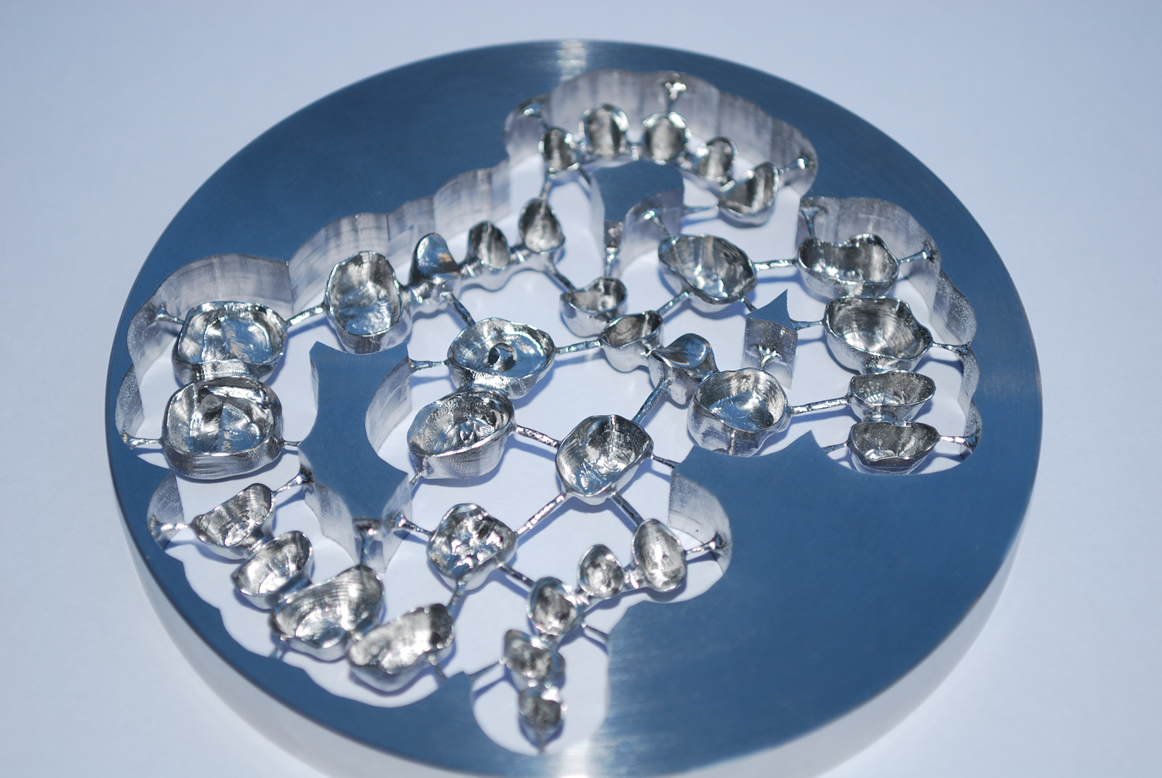
Disque de Chrome-cobalt avec ponts et couronnes fabriquées à l'aide de WorkNC Dental CAD/CAM

La CFAO dentaire est un domaine de la dentisterie et de l'orthodontie utilisant la CFAO (conception assistée par ordinateur et fabrication assistée par ordinateur) afin d'améliorer la conception et la réalisation de restaurations dentaires, en particulier les prothèses (amovibles ou fixes), couronnes, laques, placages, inlays et onlays, implants et les appareils orthodontiques. 
La CAD/CAM complète les technologies antérieures utilisées à ces fins par n'importe quelle combinaison pour augmenter la vitesse de conception et de création; augmenter la commodité ou la simplicité des processus de conception, de création et d'insertion; et en rendant possibles des restaurations et des appareils qui autrement auraient été irréalisables. D'autres objectifs comprennent la réduction du cout unitaire et la réalisation de restaurations et d'appareils à un prix abordable qui auraient autrement été prohibitifs. Toutefois, à ce jour, la CAD/CAM en fauteuil implique souvent un temps supplémentaire de la part du dentiste, et le prix est souvent plus élevé que pour les traitements de restauration classiques. La dentisterie CAD/CAM est l'un des domaines les plus compétents parmi les technologies de laboratoire.
Comme les autres domaines CAD/CAM, la CAO/FAO dentaire utilise un processus soustractif (tels que le fraisage CNC) et les processus additifs (tels que l'Impression 3D) pour produire des empreintes physiques à partir de modèles 3D.

## Histoire

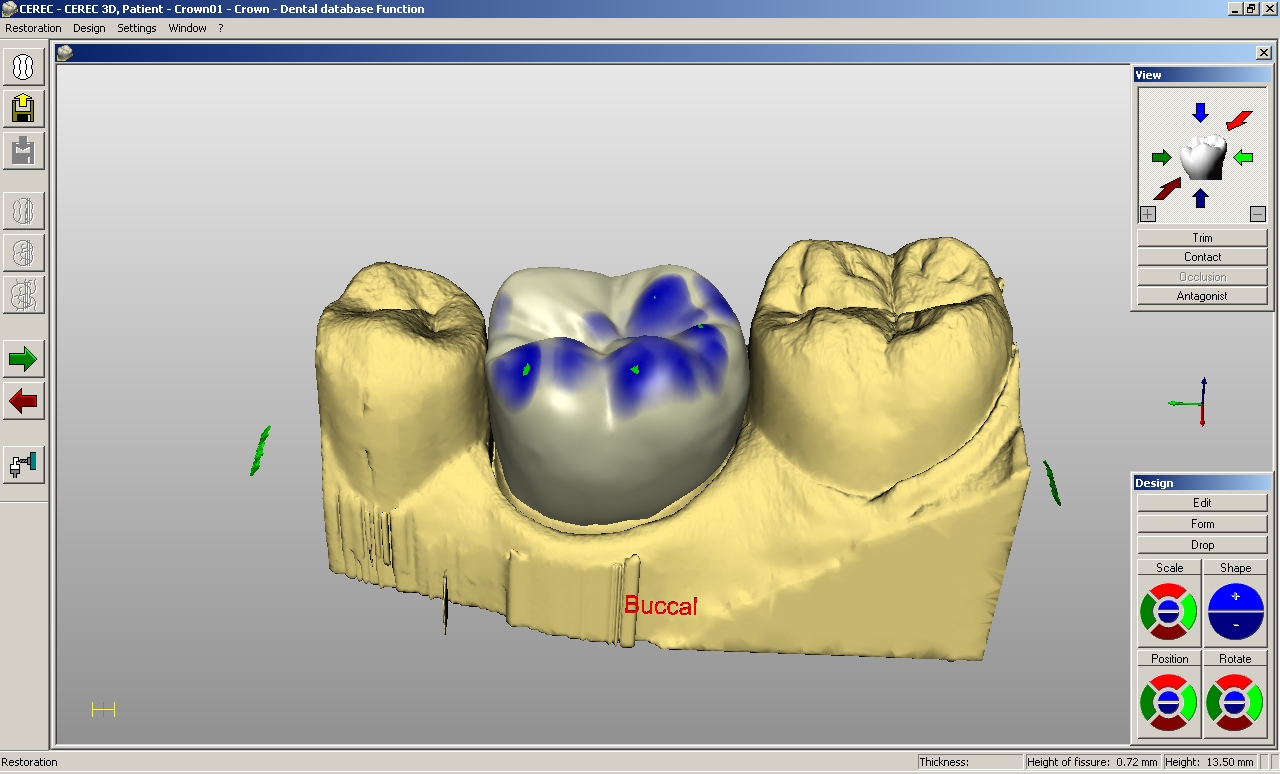
Le CEREC CAD/CAM

Bien que la CAO/FAO dentaire a été utilisée dans le milieu des années 1980, les premiers efforts ont été considérées comme une grande nouveauté, nécessitant une quantité excessive de temps pour produire un produit viable. Cette inefficacité a empêché son utilisation dans les cabinets dentaires et limité son utilisation à labside (donc à l'utiliser dans les laboratoires dentaires). Comme traitement d'appoint des techniques, des logiciels, et des matériaux améliorés, le fauteuil utilisation de CAD/CAM (utilisation dans les cabinets dentaires/chirurgies) a augmenté. Par exemple, la commercialisation de Cerec par Sirona mis la CAD/CAM à la disposition des dentistes qui, autrefois, n'aurait pas eu la possibilité de l'utiliser.
L'article CEREC CAD/CAM en médecine Dentaire d'origine, thèse de capture de données de stabilisation de l'appareil pour le CEREC CAD/CAM au fauteuil de la caméra explique en détail tous les avantages et les inconvénients du système et est détaillée dans (matériaux, d'ajustement, de logiciels, de matériel, , etc.).

## Différence avec la restauration classique

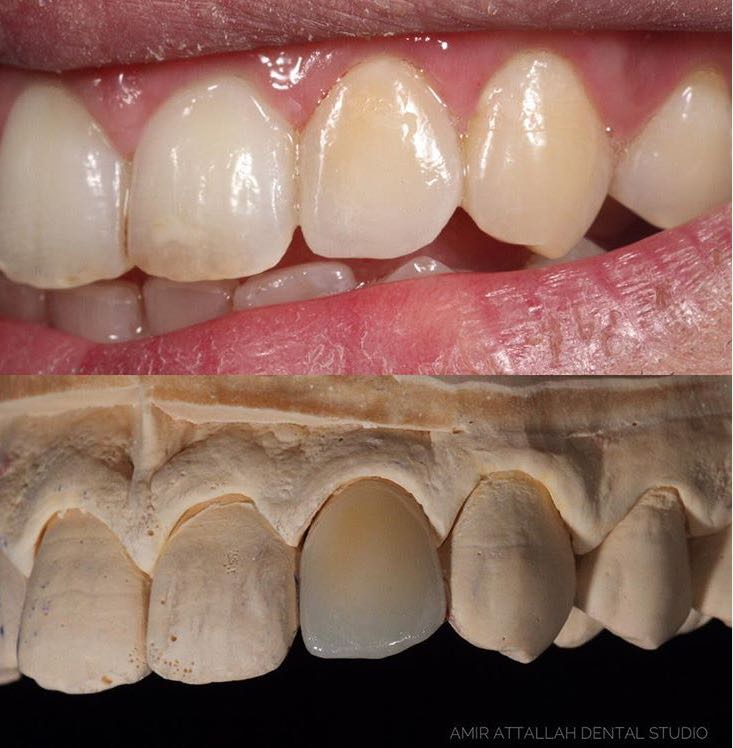
Couronne prothétique en céramique feldspathic réalisée avec un système CAD/CAM

La restauration CAD/CAM en fauteuil diffère de la dentisterie conventionnelle en ce que la prothèse est généralement luté ou en servitude de la même journée. Les prothèses classiques comme les couronnes, temporaires placées pour une à plusieurs semaines, par un laboratoire dentaire ou en maison de soins dentaires de laboratoire produit de la restauration Le patient retourne par la suite pour avoir les temporaires supprimés et le laboratoire-rendu de la couronne scellée ou collée en place. En interne d'un système CAD/CAM permet au dentiste pour créer un fini incrustation en aussi peu qu'une heure dans certains cas. Cautionné placage de CAD/CAM restaurations sont plus conservateurs dans leur préparation de la dent. Car le lien est plus efficace sur la dent émail que le sous-jacent de la dentine, il est pris soin de ne pas enlever la couche d'émail. Si un jour de service est une prestation généralement revendiquée par les dentistes offrant fauteuil CAD/CAM de services, le dentiste du temps est souvent doublé et que la taxe est donc doublé.

## Processus
Généralement, les restaurations dentaires CAD/CAM sont usinées à partir de solides blocs de céramique ou en résine composite qui correspondent étroitement à la base de l'ombre de la dent restaurée. Des alliages métalliques peuvent également être blanchis ou produits numériquement.
Après avoir pourri ou cassé, des parties de dent sont corrigées par le dentiste, une image (scan) est prise de la dent préparée et les dents voisines. Cette image, appelée impression numérique, dessine les données dans un ordinateur. Le logiciel propriétaire crée ensuite une pièce de rechange pour les zones de la dent, la création d'un virtual restauration. Cela s'appelle la rétro-ingénierie. Le logiciel envoie de données virtuel d'une machine de fraisage où la pièce de rechange est sculpté dans un bloc de céramique ou en résine composite. Les taches et les émaux sont licenciés à la surface de la tranchée de la céramique de la couronne ou d'un pont pour corriger le contraire monochromatique apparence de la restauration. La restauration est ensuite ajusté dans la bouche du patient et scellée ou collée en place.
Comme dans d'autres domaines, la fabrication additive (impression 3D) premier entré CAO/fao dentaire sous la forme d'expériences de laboratoire, mais son utilisation s'est élargie depuis; et au fauteuil, bien que pas encore très répandue, est d'avancer.